# Luchthaven van Ereboeni
De luchthaven van Ereboeni (Armeens: Էրեբունի օդանավակայան) is een luchthaven in de Armeense hoofdstad Jerevan. De luchthaven bevindt zich in het district Ereboeni, 7,3 km van het stadscentrum. Anno 2018 werd de luchthaven voornamelijk door het leger geëxploiteerd en is de thuisbasis van de Russische 3624th Air Base en een squadron van MiG-29s en Mi-24 aanvalshelikopters. Particuliere bedrijven gebruiken de luchthaven voor gecharterde helikoptervluchten binnen het land en naar het GOS. De luchthaven is ook de thuisbasis van een Diamond DA40-vliegtuig dat wordt gebruikt door de plaatselijke vliegschool.

## Geschiedenis
De luchthaven werd ontworpen door de architecten L. Sh. Khristaforyan en R. G. Asratya en de ontwerpingenieurs E. N. Tosunyan en I. G. Baghramyan.
In november 2013 kondigde de Armeense regering haar voornemen aan om de ruimte toegewezen aan de Russische luchtmacht uit te breiden naar nieuwe administratieve gebouwen, brandstofopslagfaciliteiten en landingsplaatsen voor helikopters om een eskader van 18 aanvalshelikopters te huisvesten. In januari 2014 bevestigde de persdienst van het Russische zuidelijke militaire district dat een contingent Mi-24P (Hind-F) aanvalshelikopters, Mi-8MT en Mi-8SMV militaire transporthelikopters in de loop van het jaar in Ereboeni zouden worden ingezet. De eerste serie aanvals- en transporthelikopters arriveerde echter pas in december 2015.